# Hypocyrema pauxillum
Hypocyrema pauxillum – gatunek chrząszcza z rodziny biedronkowatych i podrodziny Coccinellinae. Jedyny z monotypowego rodzaju Hypocyrema. Endemit Australii.

## Taksonomia
Gatunek i rodzaj opisane zostały po raz pierwszy w 1892 roku przez Thomasa Blackburna. Nazwa rodzajowa nawiązuje do podobnego rodzaju Cyrema.

## Morfologia
Chrząszcz o ciele długości od 1,25 do 1,4 mm, od 1,2 do 1,4 raza dłuższym niż szerokim, z wierzchu silnie wysklepionym, z wierzchu, jak i od spodu jednolicie czarnym. Wierzch ciała jest nagi z wyjątkiem nielicznych szczecinek na głowie i wzdłuż bocznych brzegów przedplecza i pokryw.
Głowa jest poprzeczna, pokryta płytkimi punktami wielkości fasetek w oczach oddalonymi od siebie od kilka średnic. Zarys głowy silnie rozszerza się od nasady nadustka do wysokości ciemienia. Bardzo krótkie czułki buduje pięć członów.
Dwukrotnie szersze niż dłuższe przedplecze ma silnie rozbieżne ku tyłowi, lekko rozpłaszczone krawędzie boczne. Jego przednia krawędź jest pośrodku mocno łukowata, zafalowana ku lekko zaokrąglonym kątom przednim, a krawędź tylna lekko pośrodku płatkowata i oddzielona delikatną bruzdką. Szerokość krawędzi przedniej wynosi 0,6 szerokości tylnej. Powierzchnia przedplecza jest na dysku i brzegach pokryta punktami wielkości tych na głowie, ale oddalonymi o półtorakrotność średnic. Lekko wydłużone pokrywy mają punkty większe niż na przedpleczu i oddalone o jedną średnicę, boczne brzegi rozpłaszczone, a epipleury zwężające się ku szczytowi, ale go osiągające. Na hypomerach, episternitach i epimerytach śródtułowia, płytkach zabiodrowych zapiersia oraz epipleurach pokryw znajdują się wciski do chowania ud. Wyrostek międzybiodrowy przedpiersia jest bardzo drobno punktowany. Śródpiersie jest częściowo zlane z zapiersiem. Linie zabiodrowe na zapiersiu są wyraźnie oddzielone od panewek bioder środkowej pary. Odnóża mają rozszerzone uda i golenie oraz pogrubione ku nasadom, acz pozbawione innych modyfikacji pazurki.
Odwłok ma pierwszy widoczny sternit (wentryt) zaopatrzony w połączone pośrodkowo i silnie wyniesione przykrawędziowo płytki zabiodrowe. Piąty z widocznych sternitów (wentryt) u samicy jest mniej poprzeczny i silniej łukowaty niż u samca, u obu płci nieco dłuższy niż wentryty drugi i czwarty razem wzięte.

## Ekologia i występowanie
Owad endemiczny dla Australii, znany z Australii Zachodniej, Terytorium Północnego, Queenslandu, Australii Południowej, Nowej Południowej Walii i Terytorium Stołecznego. Spotykany jest na liściach drzew i krzewów. Zarówno larwy, jak i owady dorosłe są drapieżnikami żerującymi na czerwcach, przypuszczalnie preferującymi przedstawicieli tarcznikowatych.